# Nejc Štern
Nejc Štern, slovenski smučarski tekač, * 2. november 2003.
Štern je v svetovnem pokalu debitiral 12. marca 2024 na šprintu v Drammnu in s 43. mestom prvič osvojil točke svetovnega pokala. Na svoji drugi tekmi 15. marca v Falunu se je s 24. časom kvalifikacij prvič uvrstil v izločilne boje šprinta, kjer je izpadel v četrtfinalu, ter osvojil končno 24. mesto.